# Ochrophyta
Heterokontophyta · Ochrophytes, Hétérocontophytes
Division
Synonymes
- Heterokontophyta (Van den Hoek, 1995)

Les Ochrophyta (ou Heterokontophyta) sont une division d’« algues brun-doré » du règne des Stramenopiles.

## Étymologie
Le nom Ochrophyta est dérivé du grec ὠχρός / ochrós, « jaune pâle », et  φυτό / phytó, plante.

## Liste des classes
Selon AlgaeBase (28 janvier 2022) :
- Bolidophyceae L.Guillou & M.-J.Chrétiennot-Dinet
- Chrysomeridophyceae Cavalier-Smith
- Chrysoparadoxophyceae Wetherbee, 2018
- Chrysophyceae Pascher
- Dictyochophyceae P.C.Silva
- Eustigmatophyceae D.J.Hibberd & Leedale
- Olisthodiscophyceae Barcyte, Eikrem & M.Eliás, 2021
- Pelagophyceae R.A.Andersen & G.W.Saunders
- Phaeophyceae Kjellman
- Phaeosacciophyceae R.A.Andersen, L.Graf & H.S.Yoon, 2020
- Phaeothamniophyceae R.A.Andersen & J.C.Bailey
- Picophagophyceae Cavalier-Smith, 2006
- Pinguiophyceae Kawachi, Inouye, Honda, O'Kelly, Bailey, Bidigare & R.A.Andersen, 2002
- Raphidophyceae Chadefaud ex P.C.Silva
- Schizocladiophyceae E.C.Henry, K.Okuda & H.Kawai, 2003
- Synchromophyceae S.Horn & C.Wilhelm, 2007
- Xanthophyceae P.Allorge ex F.E.Fritsch

Selon World Register of Marine Species (12 août 2017) :
- Aurearenophyceae
- Bacillariophyceae
- Bolidophyceae
- Chrysomerophyceae
- Chrysophyceae
- Dictyochophyceae
- Eustigmatophyceae
- Khakista incertae sedis
- Pelagophyceae
- Phaeophyceae
- Phaeothamniophyceae
- Picophagea
- Raphidophyceae
- Schizocladiophyceae
- Synchromophyceae
- Xanthophyceae

## Phylogénie
Cladogramme basé sur les travaux de Ruggiero et al. 2015 & Silar 2016, :
|  | Bolidophyceae Guillou & Chretiennot-Dinet 1999 |
|  |                                                |
|  | Bacillariophyceae Haeckel 1878 (diatomées)     |
|  |                                                |

|  | Dictyochophyceae Silva 1980             |
|  |                                         |
|  | Pelagophyceae Andersen & Saunders, 1993 |
|  |                                         |

|  | Pinguiophyceae Kawachi et al. 2002       |
|  |                                          |
|  | Eustigmatophyceae Hibberd & Leedale 1971 |
|  |                                          |

|  | Synchromophyceae Horn & Wilhelm 2007                                                                      |
|  | |
|  | \| \| Leukarachnion Geitler 1942 \| \| \| \| \| \| Chrysophyceae Pascher 1914 (algues dorées) \| \| \| \| |
|  | |
|  | Leukarachnion Geitler 1942                                                                                |
|  | |
|  | Chrysophyceae Pascher 1914 (algues dorées)                                                                |
|  | |

|  | Leukarachnion Geitler 1942                 |
|  |                                            |
|  | Chrysophyceae Pascher 1914 (algues dorées) |
|  |                                            |

|  | Synchromophyceae Horn & Wilhelm 2007                                                                      |
|  | |
|  | \| \| Leukarachnion Geitler 1942 \| \| \| \| \| \| Chrysophyceae Pascher 1914 (algues dorées) \| \| \| \| |
|  | |
|  | Leukarachnion Geitler 1942                                                                                |
|  | |
|  | Chrysophyceae Pascher 1914 (algues dorées)                                                                |
|  | |

|  | Leukarachnion Geitler 1942                 |
|  |                                            |
|  | Chrysophyceae Pascher 1914 (algues dorées) |
|  |                                            |

|  | Chrysomerophyceae Cavalier-Smith 1995 |
|  | |
|  | \| \| Phaeothamniophyceae Andersen & Bailey 1998 s.l. \| \| \| \| \| \| Xanthophyceae Allorge 1930 emend. Fritsch 1935 (algues vert jaunâtre) \| \| \| \| |
|  | |
|  | Phaeothamniophyceae Andersen & Bailey 1998 s.l. |
|  | |
|  | Xanthophyceae Allorge 1930 emend. Fritsch 1935 (algues vert jaunâtre)                                                                                     |
|  | |

|  | Phaeothamniophyceae Andersen & Bailey 1998 s.l.                       |
|  |                                                                       |
|  | Xanthophyceae Allorge 1930 emend. Fritsch 1935 (algues vert jaunâtre) |
|  |                                                                       |

|  | Chrysomerophyceae Cavalier-Smith 1995 |
|  | |
|  | \| \| Phaeothamniophyceae Andersen & Bailey 1998 s.l. \| \| \| \| \| \| Xanthophyceae Allorge 1930 emend. Fritsch 1935 (algues vert jaunâtre) \| \| \| \| |
|  | |
|  | Phaeothamniophyceae Andersen & Bailey 1998 s.l. |
|  | |
|  | Xanthophyceae Allorge 1930 emend. Fritsch 1935 (algues vert jaunâtre)                                                                                     |
|  | |

|  | Phaeothamniophyceae Andersen & Bailey 1998 s.l.                       |
|  |                                                                       |
|  | Xanthophyceae Allorge 1930 emend. Fritsch 1935 (algues vert jaunâtre) |
|  |                                                                       |

|  | Chrysomerophyceae Cavalier-Smith 1995 |
|  | |
|  | \| \| Phaeothamniophyceae Andersen & Bailey 1998 s.l. \| \| \| \| \| \| Xanthophyceae Allorge 1930 emend. Fritsch 1935 (algues vert jaunâtre) \| \| \| \| |
|  | |
|  | Phaeothamniophyceae Andersen & Bailey 1998 s.l. |
|  | |
|  | Xanthophyceae Allorge 1930 emend. Fritsch 1935 (algues vert jaunâtre)                                                                                     |
|  | |

|  | Phaeothamniophyceae Andersen & Bailey 1998 s.l.                       |
|  |                                                                       |
|  | Xanthophyceae Allorge 1930 emend. Fritsch 1935 (algues vert jaunâtre) |
|  |                                                                       |

|  | Chrysomerophyceae Cavalier-Smith 1995 |
|  | |
|  | \| \| Phaeothamniophyceae Andersen & Bailey 1998 s.l. \| \| \| \| \| \| Xanthophyceae Allorge 1930 emend. Fritsch 1935 (algues vert jaunâtre) \| \| \| \| |
|  | |
|  | Phaeothamniophyceae Andersen & Bailey 1998 s.l. |
|  | |
|  | Xanthophyceae Allorge 1930 emend. Fritsch 1935 (algues vert jaunâtre)                                                                                     |
|  | |

|  | Phaeothamniophyceae Andersen & Bailey 1998 s.l.                       |
|  |                                                                       |
|  | Xanthophyceae Allorge 1930 emend. Fritsch 1935 (algues vert jaunâtre) |
|  |                                                                       |

|  | Synchromophyceae Horn & Wilhelm 2007                                                                      |
|  | |
|  | \| \| Leukarachnion Geitler 1942 \| \| \| \| \| \| Chrysophyceae Pascher 1914 (algues dorées) \| \| \| \| |
|  | |
|  | Leukarachnion Geitler 1942                                                                                |
|  | |
|  | Chrysophyceae Pascher 1914 (algues dorées)                                                                |
|  | |

|  | Leukarachnion Geitler 1942                 |
|  |                                            |
|  | Chrysophyceae Pascher 1914 (algues dorées) |
|  |                                            |

|  | Synchromophyceae Horn & Wilhelm 2007                                                                      |
|  | |
|  | \| \| Leukarachnion Geitler 1942 \| \| \| \| \| \| Chrysophyceae Pascher 1914 (algues dorées) \| \| \| \| |
|  | |
|  | Leukarachnion Geitler 1942                                                                                |
|  | |
|  | Chrysophyceae Pascher 1914 (algues dorées)                                                                |
|  | |

|  | Leukarachnion Geitler 1942                 |
|  |                                            |
|  | Chrysophyceae Pascher 1914 (algues dorées) |
|  |                                            |

|  | Chrysomerophyceae Cavalier-Smith 1995 |
|  | |
|  | \| \| Phaeothamniophyceae Andersen & Bailey 1998 s.l. \| \| \| \| \| \| Xanthophyceae Allorge 1930 emend. Fritsch 1935 (algues vert jaunâtre) \| \| \| \| |
|  | |
|  | Phaeothamniophyceae Andersen & Bailey 1998 s.l. |
|  | |
|  | Xanthophyceae Allorge 1930 emend. Fritsch 1935 (algues vert jaunâtre)                                                                                     |
|  | |

|  | Phaeothamniophyceae Andersen & Bailey 1998 s.l.                       |
|  |                                                                       |
|  | Xanthophyceae Allorge 1930 emend. Fritsch 1935 (algues vert jaunâtre) |
|  |                                                                       |

|  | Chrysomerophyceae Cavalier-Smith 1995 |
|  | |
|  | \| \| Phaeothamniophyceae Andersen & Bailey 1998 s.l. \| \| \| \| \| \| Xanthophyceae Allorge 1930 emend. Fritsch 1935 (algues vert jaunâtre) \| \| \| \| |
|  | |
|  | Phaeothamniophyceae Andersen & Bailey 1998 s.l. |
|  | |
|  | Xanthophyceae Allorge 1930 emend. Fritsch 1935 (algues vert jaunâtre)                                                                                     |
|  | |

|  | Phaeothamniophyceae Andersen & Bailey 1998 s.l.                       |
|  |                                                                       |
|  | Xanthophyceae Allorge 1930 emend. Fritsch 1935 (algues vert jaunâtre) |
|  |                                                                       |

|  | Chrysomerophyceae Cavalier-Smith 1995 |
|  | |
|  | \| \| Phaeothamniophyceae Andersen & Bailey 1998 s.l. \| \| \| \| \| \| Xanthophyceae Allorge 1930 emend. Fritsch 1935 (algues vert jaunâtre) \| \| \| \| |
|  | |
|  | Phaeothamniophyceae Andersen & Bailey 1998 s.l. |
|  | |
|  | Xanthophyceae Allorge 1930 emend. Fritsch 1935 (algues vert jaunâtre)                                                                                     |
|  | |

|  | Phaeothamniophyceae Andersen & Bailey 1998 s.l.                       |
|  |                                                                       |
|  | Xanthophyceae Allorge 1930 emend. Fritsch 1935 (algues vert jaunâtre) |
|  |                                                                       |

|  | Chrysomerophyceae Cavalier-Smith 1995 |
|  | |
|  | \| \| Phaeothamniophyceae Andersen & Bailey 1998 s.l. \| \| \| \| \| \| Xanthophyceae Allorge 1930 emend. Fritsch 1935 (algues vert jaunâtre) \| \| \| \| |
|  | |
|  | Phaeothamniophyceae Andersen & Bailey 1998 s.l. |
|  | |
|  | Xanthophyceae Allorge 1930 emend. Fritsch 1935 (algues vert jaunâtre)                                                                                     |
|  | |

|  | Phaeothamniophyceae Andersen & Bailey 1998 s.l.                       |
|  |                                                                       |
|  | Xanthophyceae Allorge 1930 emend. Fritsch 1935 (algues vert jaunâtre) |
|  |                                                                       |

|  | Pinguiophyceae Kawachi et al. 2002       |
|  |                                          |
|  | Eustigmatophyceae Hibberd & Leedale 1971 |
|  |                                          |

|  | Synchromophyceae Horn & Wilhelm 2007                                                                      |
|  | |
|  | \| \| Leukarachnion Geitler 1942 \| \| \| \| \| \| Chrysophyceae Pascher 1914 (algues dorées) \| \| \| \| |
|  | |
|  | Leukarachnion Geitler 1942                                                                                |
|  | |
|  | Chrysophyceae Pascher 1914 (algues dorées)                                                                |
|  | |

|  | Leukarachnion Geitler 1942                 |
|  |                                            |
|  | Chrysophyceae Pascher 1914 (algues dorées) |
|  |                                            |

|  | Synchromophyceae Horn & Wilhelm 2007                                                                      |
|  | |
|  | \| \| Leukarachnion Geitler 1942 \| \| \| \| \| \| Chrysophyceae Pascher 1914 (algues dorées) \| \| \| \| |
|  | |
|  | Leukarachnion Geitler 1942                                                                                |
|  | |
|  | Chrysophyceae Pascher 1914 (algues dorées)                                                                |
|  | |

|  | Leukarachnion Geitler 1942                 |
|  |                                            |
|  | Chrysophyceae Pascher 1914 (algues dorées) |
|  |                                            |

|  | Chrysomerophyceae Cavalier-Smith 1995 |
|  | |
|  | \| \| Phaeothamniophyceae Andersen & Bailey 1998 s.l. \| \| \| \| \| \| Xanthophyceae Allorge 1930 emend. Fritsch 1935 (algues vert jaunâtre) \| \| \| \| |
|  | |
|  | Phaeothamniophyceae Andersen & Bailey 1998 s.l. |
|  | |
|  | Xanthophyceae Allorge 1930 emend. Fritsch 1935 (algues vert jaunâtre)                                                                                     |
|  | |

|  | Phaeothamniophyceae Andersen & Bailey 1998 s.l.                       |
|  |                                                                       |
|  | Xanthophyceae Allorge 1930 emend. Fritsch 1935 (algues vert jaunâtre) |
|  |                                                                       |

|  | Chrysomerophyceae Cavalier-Smith 1995 |
|  | |
|  | \| \| Phaeothamniophyceae Andersen & Bailey 1998 s.l. \| \| \| \| \| \| Xanthophyceae Allorge 1930 emend. Fritsch 1935 (algues vert jaunâtre) \| \| \| \| |
|  | |
|  | Phaeothamniophyceae Andersen & Bailey 1998 s.l. |
|  | |
|  | Xanthophyceae Allorge 1930 emend. Fritsch 1935 (algues vert jaunâtre)                                                                                     |
|  | |

|  | Phaeothamniophyceae Andersen & Bailey 1998 s.l.                       |
|  |                                                                       |
|  | Xanthophyceae Allorge 1930 emend. Fritsch 1935 (algues vert jaunâtre) |
|  |                                                                       |

|  | Chrysomerophyceae Cavalier-Smith 1995 |
|  | |
|  | \| \| Phaeothamniophyceae Andersen & Bailey 1998 s.l. \| \| \| \| \| \| Xanthophyceae Allorge 1930 emend. Fritsch 1935 (algues vert jaunâtre) \| \| \| \| |
|  | |
|  | Phaeothamniophyceae Andersen & Bailey 1998 s.l. |
|  | |
|  | Xanthophyceae Allorge 1930 emend. Fritsch 1935 (algues vert jaunâtre)                                                                                     |
|  | |

|  | Phaeothamniophyceae Andersen & Bailey 1998 s.l.                       |
|  |                                                                       |
|  | Xanthophyceae Allorge 1930 emend. Fritsch 1935 (algues vert jaunâtre) |
|  |                                                                       |

|  | Chrysomerophyceae Cavalier-Smith 1995 |
|  | |
|  | \| \| Phaeothamniophyceae Andersen & Bailey 1998 s.l. \| \| \| \| \| \| Xanthophyceae Allorge 1930 emend. Fritsch 1935 (algues vert jaunâtre) \| \| \| \| |
|  | |
|  | Phaeothamniophyceae Andersen & Bailey 1998 s.l. |
|  | |
|  | Xanthophyceae Allorge 1930 emend. Fritsch 1935 (algues vert jaunâtre)                                                                                     |
|  | |

|  | Phaeothamniophyceae Andersen & Bailey 1998 s.l.                       |
|  |                                                                       |
|  | Xanthophyceae Allorge 1930 emend. Fritsch 1935 (algues vert jaunâtre) |
|  |                                                                       |

|  | Synchromophyceae Horn & Wilhelm 2007                                                                      |
|  | |
|  | \| \| Leukarachnion Geitler 1942 \| \| \| \| \| \| Chrysophyceae Pascher 1914 (algues dorées) \| \| \| \| |
|  | |
|  | Leukarachnion Geitler 1942                                                                                |
|  | |
|  | Chrysophyceae Pascher 1914 (algues dorées)                                                                |
|  | |

|  | Leukarachnion Geitler 1942                 |
|  |                                            |
|  | Chrysophyceae Pascher 1914 (algues dorées) |
|  |                                            |

|  | Synchromophyceae Horn & Wilhelm 2007                                                                      |
|  | |
|  | \| \| Leukarachnion Geitler 1942 \| \| \| \| \| \| Chrysophyceae Pascher 1914 (algues dorées) \| \| \| \| |
|  | |
|  | Leukarachnion Geitler 1942                                                                                |
|  | |
|  | Chrysophyceae Pascher 1914 (algues dorées)                                                                |
|  | |

|  | Leukarachnion Geitler 1942                 |
|  |                                            |
|  | Chrysophyceae Pascher 1914 (algues dorées) |
|  |                                            |

|  | Chrysomerophyceae Cavalier-Smith 1995 |
|  | |
|  | \| \| Phaeothamniophyceae Andersen & Bailey 1998 s.l. \| \| \| \| \| \| Xanthophyceae Allorge 1930 emend. Fritsch 1935 (algues vert jaunâtre) \| \| \| \| |
|  | |
|  | Phaeothamniophyceae Andersen & Bailey 1998 s.l. |
|  | |
|  | Xanthophyceae Allorge 1930 emend. Fritsch 1935 (algues vert jaunâtre)                                                                                     |
|  | |

|  | Phaeothamniophyceae Andersen & Bailey 1998 s.l.                       |
|  |                                                                       |
|  | Xanthophyceae Allorge 1930 emend. Fritsch 1935 (algues vert jaunâtre) |
|  |                                                                       |

|  | Chrysomerophyceae Cavalier-Smith 1995 |
|  | |
|  | \| \| Phaeothamniophyceae Andersen & Bailey 1998 s.l. \| \| \| \| \| \| Xanthophyceae Allorge 1930 emend. Fritsch 1935 (algues vert jaunâtre) \| \| \| \| |
|  | |
|  | Phaeothamniophyceae Andersen & Bailey 1998 s.l. |
|  | |
|  | Xanthophyceae Allorge 1930 emend. Fritsch 1935 (algues vert jaunâtre)                                                                                     |
|  | |

|  | Phaeothamniophyceae Andersen & Bailey 1998 s.l.                       |
|  |                                                                       |
|  | Xanthophyceae Allorge 1930 emend. Fritsch 1935 (algues vert jaunâtre) |
|  |                                                                       |

|  | Chrysomerophyceae Cavalier-Smith 1995 |
|  | |
|  | \| \| Phaeothamniophyceae Andersen & Bailey 1998 s.l. \| \| \| \| \| \| Xanthophyceae Allorge 1930 emend. Fritsch 1935 (algues vert jaunâtre) \| \| \| \| |
|  | |
|  | Phaeothamniophyceae Andersen & Bailey 1998 s.l. |
|  | |
|  | Xanthophyceae Allorge 1930 emend. Fritsch 1935 (algues vert jaunâtre)                                                                                     |
|  | |

|  | Phaeothamniophyceae Andersen & Bailey 1998 s.l.                       |
|  |                                                                       |
|  | Xanthophyceae Allorge 1930 emend. Fritsch 1935 (algues vert jaunâtre) |
|  |                                                                       |

|  | Chrysomerophyceae Cavalier-Smith 1995 |
|  | |
|  | \| \| Phaeothamniophyceae Andersen & Bailey 1998 s.l. \| \| \| \| \| \| Xanthophyceae Allorge 1930 emend. Fritsch 1935 (algues vert jaunâtre) \| \| \| \| |
|  | |
|  | Phaeothamniophyceae Andersen & Bailey 1998 s.l. |
|  | |
|  | Xanthophyceae Allorge 1930 emend. Fritsch 1935 (algues vert jaunâtre)                                                                                     |
|  | |

|  | Phaeothamniophyceae Andersen & Bailey 1998 s.l.                       |
|  |                                                                       |
|  | Xanthophyceae Allorge 1930 emend. Fritsch 1935 (algues vert jaunâtre) |
|  |                                                                       |

|  | Dictyochophyceae Silva 1980             |
|  |                                         |
|  | Pelagophyceae Andersen & Saunders, 1993 |
|  |                                         |

|  | Pinguiophyceae Kawachi et al. 2002       |
|  |                                          |
|  | Eustigmatophyceae Hibberd & Leedale 1971 |
|  |                                          |

|  | Synchromophyceae Horn & Wilhelm 2007                                                                      |
|  | |
|  | \| \| Leukarachnion Geitler 1942 \| \| \| \| \| \| Chrysophyceae Pascher 1914 (algues dorées) \| \| \| \| |
|  | |
|  | Leukarachnion Geitler 1942                                                                                |
|  | |
|  | Chrysophyceae Pascher 1914 (algues dorées)                                                                |
|  | |

|  | Leukarachnion Geitler 1942                 |
|  |                                            |
|  | Chrysophyceae Pascher 1914 (algues dorées) |
|  |                                            |

|  | Synchromophyceae Horn & Wilhelm 2007                                                                      |
|  | |
|  | \| \| Leukarachnion Geitler 1942 \| \| \| \| \| \| Chrysophyceae Pascher 1914 (algues dorées) \| \| \| \| |
|  | |
|  | Leukarachnion Geitler 1942                                                                                |
|  | |
|  | Chrysophyceae Pascher 1914 (algues dorées)                                                                |
|  | |

|  | Leukarachnion Geitler 1942                 |
|  |                                            |
|  | Chrysophyceae Pascher 1914 (algues dorées) |
|  |                                            |

|  | Chrysomerophyceae Cavalier-Smith 1995 |
|  | |
|  | \| \| Phaeothamniophyceae Andersen & Bailey 1998 s.l. \| \| \| \| \| \| Xanthophyceae Allorge 1930 emend. Fritsch 1935 (algues vert jaunâtre) \| \| \| \| |
|  | |
|  | Phaeothamniophyceae Andersen & Bailey 1998 s.l. |
|  | |
|  | Xanthophyceae Allorge 1930 emend. Fritsch 1935 (algues vert jaunâtre)                                                                                     |
|  | |

|  | Phaeothamniophyceae Andersen & Bailey 1998 s.l.                       |
|  |                                                                       |
|  | Xanthophyceae Allorge 1930 emend. Fritsch 1935 (algues vert jaunâtre) |
|  |                                                                       |

|  | Chrysomerophyceae Cavalier-Smith 1995 |
|  | |
|  | \| \| Phaeothamniophyceae Andersen & Bailey 1998 s.l. \| \| \| \| \| \| Xanthophyceae Allorge 1930 emend. Fritsch 1935 (algues vert jaunâtre) \| \| \| \| |
|  | |
|  | Phaeothamniophyceae Andersen & Bailey 1998 s.l. |
|  | |
|  | Xanthophyceae Allorge 1930 emend. Fritsch 1935 (algues vert jaunâtre)                                                                                     |
|  | |

|  | Phaeothamniophyceae Andersen & Bailey 1998 s.l.                       |
|  |                                                                       |
|  | Xanthophyceae Allorge 1930 emend. Fritsch 1935 (algues vert jaunâtre) |
|  |                                                                       |

|  | Chrysomerophyceae Cavalier-Smith 1995 |
|  | |
|  | \| \| Phaeothamniophyceae Andersen & Bailey 1998 s.l. \| \| \| \| \| \| Xanthophyceae Allorge 1930 emend. Fritsch 1935 (algues vert jaunâtre) \| \| \| \| |
|  | |
|  | Phaeothamniophyceae Andersen & Bailey 1998 s.l. |
|  | |
|  | Xanthophyceae Allorge 1930 emend. Fritsch 1935 (algues vert jaunâtre)                                                                                     |
|  | |

|  | Phaeothamniophyceae Andersen & Bailey 1998 s.l.                       |
|  |                                                                       |
|  | Xanthophyceae Allorge 1930 emend. Fritsch 1935 (algues vert jaunâtre) |
|  |                                                                       |

|  | Chrysomerophyceae Cavalier-Smith 1995 |
|  | |
|  | \| \| Phaeothamniophyceae Andersen & Bailey 1998 s.l. \| \| \| \| \| \| Xanthophyceae Allorge 1930 emend. Fritsch 1935 (algues vert jaunâtre) \| \| \| \| |
|  | |
|  | Phaeothamniophyceae Andersen & Bailey 1998 s.l. |
|  | |
|  | Xanthophyceae Allorge 1930 emend. Fritsch 1935 (algues vert jaunâtre)                                                                                     |
|  | |

|  | Phaeothamniophyceae Andersen & Bailey 1998 s.l.                       |
|  |                                                                       |
|  | Xanthophyceae Allorge 1930 emend. Fritsch 1935 (algues vert jaunâtre) |
|  |                                                                       |

|  | Synchromophyceae Horn & Wilhelm 2007                                                                      |
|  | |
|  | \| \| Leukarachnion Geitler 1942 \| \| \| \| \| \| Chrysophyceae Pascher 1914 (algues dorées) \| \| \| \| |
|  | |
|  | Leukarachnion Geitler 1942                                                                                |
|  | |
|  | Chrysophyceae Pascher 1914 (algues dorées)                                                                |
|  | |

|  | Leukarachnion Geitler 1942                 |
|  |                                            |
|  | Chrysophyceae Pascher 1914 (algues dorées) |
|  |                                            |

|  | Synchromophyceae Horn & Wilhelm 2007                                                                      |
|  | |
|  | \| \| Leukarachnion Geitler 1942 \| \| \| \| \| \| Chrysophyceae Pascher 1914 (algues dorées) \| \| \| \| |
|  | |
|  | Leukarachnion Geitler 1942                                                                                |
|  | |
|  | Chrysophyceae Pascher 1914 (algues dorées)                                                                |
|  | |

|  | Leukarachnion Geitler 1942                 |
|  |                                            |
|  | Chrysophyceae Pascher 1914 (algues dorées) |
|  |                                            |

|  | Chrysomerophyceae Cavalier-Smith 1995 |
|  | |
|  | \| \| Phaeothamniophyceae Andersen & Bailey 1998 s.l. \| \| \| \| \| \| Xanthophyceae Allorge 1930 emend. Fritsch 1935 (algues vert jaunâtre) \| \| \| \| |
|  | |
|  | Phaeothamniophyceae Andersen & Bailey 1998 s.l. |
|  | |
|  | Xanthophyceae Allorge 1930 emend. Fritsch 1935 (algues vert jaunâtre)                                                                                     |
|  | |

|  | Phaeothamniophyceae Andersen & Bailey 1998 s.l.                       |
|  |                                                                       |
|  | Xanthophyceae Allorge 1930 emend. Fritsch 1935 (algues vert jaunâtre) |
|  |                                                                       |

|  | Chrysomerophyceae Cavalier-Smith 1995 |
|  | |
|  | \| \| Phaeothamniophyceae Andersen & Bailey 1998 s.l. \| \| \| \| \| \| Xanthophyceae Allorge 1930 emend. Fritsch 1935 (algues vert jaunâtre) \| \| \| \| |
|  | |
|  | Phaeothamniophyceae Andersen & Bailey 1998 s.l. |
|  | |
|  | Xanthophyceae Allorge 1930 emend. Fritsch 1935 (algues vert jaunâtre)                                                                                     |
|  | |

|  | Phaeothamniophyceae Andersen & Bailey 1998 s.l.                       |
|  |                                                                       |
|  | Xanthophyceae Allorge 1930 emend. Fritsch 1935 (algues vert jaunâtre) |
|  |                                                                       |

|  | Chrysomerophyceae Cavalier-Smith 1995 |
|  | |
|  | \| \| Phaeothamniophyceae Andersen & Bailey 1998 s.l. \| \| \| \| \| \| Xanthophyceae Allorge 1930 emend. Fritsch 1935 (algues vert jaunâtre) \| \| \| \| |
|  | |
|  | Phaeothamniophyceae Andersen & Bailey 1998 s.l. |
|  | |
|  | Xanthophyceae Allorge 1930 emend. Fritsch 1935 (algues vert jaunâtre)                                                                                     |
|  | |

|  | Phaeothamniophyceae Andersen & Bailey 1998 s.l.                       |
|  |                                                                       |
|  | Xanthophyceae Allorge 1930 emend. Fritsch 1935 (algues vert jaunâtre) |
|  |                                                                       |

|  | Chrysomerophyceae Cavalier-Smith 1995 |
|  | |
|  | \| \| Phaeothamniophyceae Andersen & Bailey 1998 s.l. \| \| \| \| \| \| Xanthophyceae Allorge 1930 emend. Fritsch 1935 (algues vert jaunâtre) \| \| \| \| |
|  | |
|  | Phaeothamniophyceae Andersen & Bailey 1998 s.l. |
|  | |
|  | Xanthophyceae Allorge 1930 emend. Fritsch 1935 (algues vert jaunâtre)                                                                                     |
|  | |

|  | Phaeothamniophyceae Andersen & Bailey 1998 s.l.                       |
|  |                                                                       |
|  | Xanthophyceae Allorge 1930 emend. Fritsch 1935 (algues vert jaunâtre) |
|  |                                                                       |

|  | Pinguiophyceae Kawachi et al. 2002       |
|  |                                          |
|  | Eustigmatophyceae Hibberd & Leedale 1971 |
|  |                                          |

|  | Synchromophyceae Horn & Wilhelm 2007                                                                      |
|  | |
|  | \| \| Leukarachnion Geitler 1942 \| \| \| \| \| \| Chrysophyceae Pascher 1914 (algues dorées) \| \| \| \| |
|  | |
|  | Leukarachnion Geitler 1942                                                                                |
|  | |
|  | Chrysophyceae Pascher 1914 (algues dorées)                                                                |
|  | |

|  | Leukarachnion Geitler 1942                 |
|  |                                            |
|  | Chrysophyceae Pascher 1914 (algues dorées) |
|  |                                            |

|  | Synchromophyceae Horn & Wilhelm 2007                                                                      |
|  | |
|  | \| \| Leukarachnion Geitler 1942 \| \| \| \| \| \| Chrysophyceae Pascher 1914 (algues dorées) \| \| \| \| |
|  | |
|  | Leukarachnion Geitler 1942                                                                                |
|  | |
|  | Chrysophyceae Pascher 1914 (algues dorées)                                                                |
|  | |

|  | Leukarachnion Geitler 1942                 |
|  |                                            |
|  | Chrysophyceae Pascher 1914 (algues dorées) |
|  |                                            |

|  | Chrysomerophyceae Cavalier-Smith 1995 |
|  | |
|  | \| \| Phaeothamniophyceae Andersen & Bailey 1998 s.l. \| \| \| \| \| \| Xanthophyceae Allorge 1930 emend. Fritsch 1935 (algues vert jaunâtre) \| \| \| \| |
|  | |
|  | Phaeothamniophyceae Andersen & Bailey 1998 s.l. |
|  | |
|  | Xanthophyceae Allorge 1930 emend. Fritsch 1935 (algues vert jaunâtre)                                                                                     |
|  | |

|  | Phaeothamniophyceae Andersen & Bailey 1998 s.l.                       |
|  |                                                                       |
|  | Xanthophyceae Allorge 1930 emend. Fritsch 1935 (algues vert jaunâtre) |
|  |                                                                       |

|  | Chrysomerophyceae Cavalier-Smith 1995 |
|  | |
|  | \| \| Phaeothamniophyceae Andersen & Bailey 1998 s.l. \| \| \| \| \| \| Xanthophyceae Allorge 1930 emend. Fritsch 1935 (algues vert jaunâtre) \| \| \| \| |
|  | |
|  | Phaeothamniophyceae Andersen & Bailey 1998 s.l. |
|  | |
|  | Xanthophyceae Allorge 1930 emend. Fritsch 1935 (algues vert jaunâtre)                                                                                     |
|  | |

|  | Phaeothamniophyceae Andersen & Bailey 1998 s.l.                       |
|  |                                                                       |
|  | Xanthophyceae Allorge 1930 emend. Fritsch 1935 (algues vert jaunâtre) |
|  |                                                                       |

|  | Chrysomerophyceae Cavalier-Smith 1995 |
|  | |
|  | \| \| Phaeothamniophyceae Andersen & Bailey 1998 s.l. \| \| \| \| \| \| Xanthophyceae Allorge 1930 emend. Fritsch 1935 (algues vert jaunâtre) \| \| \| \| |
|  | |
|  | Phaeothamniophyceae Andersen & Bailey 1998 s.l. |
|  | |
|  | Xanthophyceae Allorge 1930 emend. Fritsch 1935 (algues vert jaunâtre)                                                                                     |
|  | |

|  | Phaeothamniophyceae Andersen & Bailey 1998 s.l.                       |
|  |                                                                       |
|  | Xanthophyceae Allorge 1930 emend. Fritsch 1935 (algues vert jaunâtre) |
|  |                                                                       |

|  | Chrysomerophyceae Cavalier-Smith 1995 |
|  | |
|  | \| \| Phaeothamniophyceae Andersen & Bailey 1998 s.l. \| \| \| \| \| \| Xanthophyceae Allorge 1930 emend. Fritsch 1935 (algues vert jaunâtre) \| \| \| \| |
|  | |
|  | Phaeothamniophyceae Andersen & Bailey 1998 s.l. |
|  | |
|  | Xanthophyceae Allorge 1930 emend. Fritsch 1935 (algues vert jaunâtre)                                                                                     |
|  | |

|  | Phaeothamniophyceae Andersen & Bailey 1998 s.l.                       |
|  |                                                                       |
|  | Xanthophyceae Allorge 1930 emend. Fritsch 1935 (algues vert jaunâtre) |
|  |                                                                       |

|  | Synchromophyceae Horn & Wilhelm 2007                                                                      |
|  | |
|  | \| \| Leukarachnion Geitler 1942 \| \| \| \| \| \| Chrysophyceae Pascher 1914 (algues dorées) \| \| \| \| |
|  | |
|  | Leukarachnion Geitler 1942                                                                                |
|  | |
|  | Chrysophyceae Pascher 1914 (algues dorées)                                                                |
|  | |

|  | Leukarachnion Geitler 1942                 |
|  |                                            |
|  | Chrysophyceae Pascher 1914 (algues dorées) |
|  |                                            |

|  | Synchromophyceae Horn & Wilhelm 2007                                                                      |
|  | |
|  | \| \| Leukarachnion Geitler 1942 \| \| \| \| \| \| Chrysophyceae Pascher 1914 (algues dorées) \| \| \| \| |
|  | |
|  | Leukarachnion Geitler 1942                                                                                |
|  | |
|  | Chrysophyceae Pascher 1914 (algues dorées)                                                                |
|  | |

|  | Leukarachnion Geitler 1942                 |
|  |                                            |
|  | Chrysophyceae Pascher 1914 (algues dorées) |
|  |                                            |

|  | Chrysomerophyceae Cavalier-Smith 1995 |
|  | |
|  | \| \| Phaeothamniophyceae Andersen & Bailey 1998 s.l. \| \| \| \| \| \| Xanthophyceae Allorge 1930 emend. Fritsch 1935 (algues vert jaunâtre) \| \| \| \| |
|  | |
|  | Phaeothamniophyceae Andersen & Bailey 1998 s.l. |
|  | |
|  | Xanthophyceae Allorge 1930 emend. Fritsch 1935 (algues vert jaunâtre)                                                                                     |
|  | |

|  | Phaeothamniophyceae Andersen & Bailey 1998 s.l.                       |
|  |                                                                       |
|  | Xanthophyceae Allorge 1930 emend. Fritsch 1935 (algues vert jaunâtre) |
|  |                                                                       |

|  | Chrysomerophyceae Cavalier-Smith 1995 |
|  | |
|  | \| \| Phaeothamniophyceae Andersen & Bailey 1998 s.l. \| \| \| \| \| \| Xanthophyceae Allorge 1930 emend. Fritsch 1935 (algues vert jaunâtre) \| \| \| \| |
|  | |
|  | Phaeothamniophyceae Andersen & Bailey 1998 s.l. |
|  | |
|  | Xanthophyceae Allorge 1930 emend. Fritsch 1935 (algues vert jaunâtre)                                                                                     |
|  | |

|  | Phaeothamniophyceae Andersen & Bailey 1998 s.l.                       |
|  |                                                                       |
|  | Xanthophyceae Allorge 1930 emend. Fritsch 1935 (algues vert jaunâtre) |
|  |                                                                       |

|  | Chrysomerophyceae Cavalier-Smith 1995 |
|  | |
|  | \| \| Phaeothamniophyceae Andersen & Bailey 1998 s.l. \| \| \| \| \| \| Xanthophyceae Allorge 1930 emend. Fritsch 1935 (algues vert jaunâtre) \| \| \| \| |
|  | |
|  | Phaeothamniophyceae Andersen & Bailey 1998 s.l. |
|  | |
|  | Xanthophyceae Allorge 1930 emend. Fritsch 1935 (algues vert jaunâtre)                                                                                     |
|  | |

|  | Phaeothamniophyceae Andersen & Bailey 1998 s.l.                       |
|  |                                                                       |
|  | Xanthophyceae Allorge 1930 emend. Fritsch 1935 (algues vert jaunâtre) |
|  |                                                                       |

|  | Chrysomerophyceae Cavalier-Smith 1995 |
|  | |
|  | \| \| Phaeothamniophyceae Andersen & Bailey 1998 s.l. \| \| \| \| \| \| Xanthophyceae Allorge 1930 emend. Fritsch 1935 (algues vert jaunâtre) \| \| \| \| |
|  | |
|  | Phaeothamniophyceae Andersen & Bailey 1998 s.l. |
|  | |
|  | Xanthophyceae Allorge 1930 emend. Fritsch 1935 (algues vert jaunâtre)                                                                                     |
|  | |

|  | Phaeothamniophyceae Andersen & Bailey 1998 s.l.                       |
|  |                                                                       |
|  | Xanthophyceae Allorge 1930 emend. Fritsch 1935 (algues vert jaunâtre) |
|  |                                                                       |

|  | Bolidophyceae Guillou & Chretiennot-Dinet 1999 |
|  |                                                |
|  | Bacillariophyceae Haeckel 1878 (diatomées)     |
|  |                                                |

|  | Dictyochophyceae Silva 1980             |
|  |                                         |
|  | Pelagophyceae Andersen & Saunders, 1993 |
|  |                                         |

|  | Pinguiophyceae Kawachi et al. 2002       |
|  |                                          |
|  | Eustigmatophyceae Hibberd & Leedale 1971 |
|  |                                          |

|  | Synchromophyceae Horn & Wilhelm 2007                                                                      |
|  | |
|  | \| \| Leukarachnion Geitler 1942 \| \| \| \| \| \| Chrysophyceae Pascher 1914 (algues dorées) \| \| \| \| |
|  | |
|  | Leukarachnion Geitler 1942                                                                                |
|  | |
|  | Chrysophyceae Pascher 1914 (algues dorées)                                                                |
|  | |

|  | Leukarachnion Geitler 1942                 |
|  |                                            |
|  | Chrysophyceae Pascher 1914 (algues dorées) |
|  |                                            |

|  | Synchromophyceae Horn & Wilhelm 2007                                                                      |
|  | |
|  | \| \| Leukarachnion Geitler 1942 \| \| \| \| \| \| Chrysophyceae Pascher 1914 (algues dorées) \| \| \| \| |
|  | |
|  | Leukarachnion Geitler 1942                                                                                |
|  | |
|  | Chrysophyceae Pascher 1914 (algues dorées)                                                                |
|  | |

|  | Leukarachnion Geitler 1942                 |
|  |                                            |
|  | Chrysophyceae Pascher 1914 (algues dorées) |
|  |                                            |

|  | Chrysomerophyceae Cavalier-Smith 1995 |
|  | |
|  | \| \| Phaeothamniophyceae Andersen & Bailey 1998 s.l. \| \| \| \| \| \| Xanthophyceae Allorge 1930 emend. Fritsch 1935 (algues vert jaunâtre) \| \| \| \| |
|  | |
|  | Phaeothamniophyceae Andersen & Bailey 1998 s.l. |
|  | |
|  | Xanthophyceae Allorge 1930 emend. Fritsch 1935 (algues vert jaunâtre)                                                                                     |
|  | |

|  | Phaeothamniophyceae Andersen & Bailey 1998 s.l.                       |
|  |                                                                       |
|  | Xanthophyceae Allorge 1930 emend. Fritsch 1935 (algues vert jaunâtre) |
|  |                                                                       |

|  | Chrysomerophyceae Cavalier-Smith 1995 |
|  | |
|  | \| \| Phaeothamniophyceae Andersen & Bailey 1998 s.l. \| \| \| \| \| \| Xanthophyceae Allorge 1930 emend. Fritsch 1935 (algues vert jaunâtre) \| \| \| \| |
|  | |
|  | Phaeothamniophyceae Andersen & Bailey 1998 s.l. |
|  | |
|  | Xanthophyceae Allorge 1930 emend. Fritsch 1935 (algues vert jaunâtre)                                                                                     |
|  | |

|  | Phaeothamniophyceae Andersen & Bailey 1998 s.l.                       |
|  |                                                                       |
|  | Xanthophyceae Allorge 1930 emend. Fritsch 1935 (algues vert jaunâtre) |
|  |                                                                       |

|  | Chrysomerophyceae Cavalier-Smith 1995 |
|  | |
|  | \| \| Phaeothamniophyceae Andersen & Bailey 1998 s.l. \| \| \| \| \| \| Xanthophyceae Allorge 1930 emend. Fritsch 1935 (algues vert jaunâtre) \| \| \| \| |
|  | |
|  | Phaeothamniophyceae Andersen & Bailey 1998 s.l. |
|  | |
|  | Xanthophyceae Allorge 1930 emend. Fritsch 1935 (algues vert jaunâtre)                                                                                     |
|  | |

|  | Phaeothamniophyceae Andersen & Bailey 1998 s.l.                       |
|  |                                                                       |
|  | Xanthophyceae Allorge 1930 emend. Fritsch 1935 (algues vert jaunâtre) |
|  |                                                                       |

|  | Chrysomerophyceae Cavalier-Smith 1995 |
|  | |
|  | \| \| Phaeothamniophyceae Andersen & Bailey 1998 s.l. \| \| \| \| \| \| Xanthophyceae Allorge 1930 emend. Fritsch 1935 (algues vert jaunâtre) \| \| \| \| |
|  | |
|  | Phaeothamniophyceae Andersen & Bailey 1998 s.l. |
|  | |
|  | Xanthophyceae Allorge 1930 emend. Fritsch 1935 (algues vert jaunâtre)                                                                                     |
|  | |

|  | Phaeothamniophyceae Andersen & Bailey 1998 s.l.                       |
|  |                                                                       |
|  | Xanthophyceae Allorge 1930 emend. Fritsch 1935 (algues vert jaunâtre) |
|  |                                                                       |

|  | Synchromophyceae Horn & Wilhelm 2007                                                                      |
|  | |
|  | \| \| Leukarachnion Geitler 1942 \| \| \| \| \| \| Chrysophyceae Pascher 1914 (algues dorées) \| \| \| \| |
|  | |
|  | Leukarachnion Geitler 1942                                                                                |
|  | |
|  | Chrysophyceae Pascher 1914 (algues dorées)                                                                |
|  | |

|  | Leukarachnion Geitler 1942                 |
|  |                                            |
|  | Chrysophyceae Pascher 1914 (algues dorées) |
|  |                                            |

|  | Synchromophyceae Horn & Wilhelm 2007                                                                      |
|  | |
|  | \| \| Leukarachnion Geitler 1942 \| \| \| \| \| \| Chrysophyceae Pascher 1914 (algues dorées) \| \| \| \| |
|  | |
|  | Leukarachnion Geitler 1942                                                                                |
|  | |
|  | Chrysophyceae Pascher 1914 (algues dorées)                                                                |
|  | |

|  | Leukarachnion Geitler 1942                 |
|  |                                            |
|  | Chrysophyceae Pascher 1914 (algues dorées) |
|  |                                            |

|  | Chrysomerophyceae Cavalier-Smith 1995 |
|  | |
|  | \| \| Phaeothamniophyceae Andersen & Bailey 1998 s.l. \| \| \| \| \| \| Xanthophyceae Allorge 1930 emend. Fritsch 1935 (algues vert jaunâtre) \| \| \| \| |
|  | |
|  | Phaeothamniophyceae Andersen & Bailey 1998 s.l. |
|  | |
|  | Xanthophyceae Allorge 1930 emend. Fritsch 1935 (algues vert jaunâtre)                                                                                     |
|  | |

|  | Phaeothamniophyceae Andersen & Bailey 1998 s.l.                       |
|  |                                                                       |
|  | Xanthophyceae Allorge 1930 emend. Fritsch 1935 (algues vert jaunâtre) |
|  |                                                                       |

|  | Chrysomerophyceae Cavalier-Smith 1995 |
|  | |
|  | \| \| Phaeothamniophyceae Andersen & Bailey 1998 s.l. \| \| \| \| \| \| Xanthophyceae Allorge 1930 emend. Fritsch 1935 (algues vert jaunâtre) \| \| \| \| |
|  | |
|  | Phaeothamniophyceae Andersen & Bailey 1998 s.l. |
|  | |
|  | Xanthophyceae Allorge 1930 emend. Fritsch 1935 (algues vert jaunâtre)                                                                                     |
|  | |

|  | Phaeothamniophyceae Andersen & Bailey 1998 s.l.                       |
|  |                                                                       |
|  | Xanthophyceae Allorge 1930 emend. Fritsch 1935 (algues vert jaunâtre) |
|  |                                                                       |

|  | Chrysomerophyceae Cavalier-Smith 1995 |
|  | |
|  | \| \| Phaeothamniophyceae Andersen & Bailey 1998 s.l. \| \| \| \| \| \| Xanthophyceae Allorge 1930 emend. Fritsch 1935 (algues vert jaunâtre) \| \| \| \| |
|  | |
|  | Phaeothamniophyceae Andersen & Bailey 1998 s.l. |
|  | |
|  | Xanthophyceae Allorge 1930 emend. Fritsch 1935 (algues vert jaunâtre)                                                                                     |
|  | |

|  | Phaeothamniophyceae Andersen & Bailey 1998 s.l.                       |
|  |                                                                       |
|  | Xanthophyceae Allorge 1930 emend. Fritsch 1935 (algues vert jaunâtre) |
|  |                                                                       |

|  | Chrysomerophyceae Cavalier-Smith 1995 |
|  | |
|  | \| \| Phaeothamniophyceae Andersen & Bailey 1998 s.l. \| \| \| \| \| \| Xanthophyceae Allorge 1930 emend. Fritsch 1935 (algues vert jaunâtre) \| \| \| \| |
|  | |
|  | Phaeothamniophyceae Andersen & Bailey 1998 s.l. |
|  | |
|  | Xanthophyceae Allorge 1930 emend. Fritsch 1935 (algues vert jaunâtre)                                                                                     |
|  | |

|  | Phaeothamniophyceae Andersen & Bailey 1998 s.l.                       |
|  |                                                                       |
|  | Xanthophyceae Allorge 1930 emend. Fritsch 1935 (algues vert jaunâtre) |
|  |                                                                       |

|  | Pinguiophyceae Kawachi et al. 2002       |
|  |                                          |
|  | Eustigmatophyceae Hibberd & Leedale 1971 |
|  |                                          |

|  | Synchromophyceae Horn & Wilhelm 2007                                                                      |
|  | |
|  | \| \| Leukarachnion Geitler 1942 \| \| \| \| \| \| Chrysophyceae Pascher 1914 (algues dorées) \| \| \| \| |
|  | |
|  | Leukarachnion Geitler 1942                                                                                |
|  | |
|  | Chrysophyceae Pascher 1914 (algues dorées)                                                                |
|  | |

|  | Leukarachnion Geitler 1942                 |
|  |                                            |
|  | Chrysophyceae Pascher 1914 (algues dorées) |
|  |                                            |

|  | Synchromophyceae Horn & Wilhelm 2007                                                                      |
|  | |
|  | \| \| Leukarachnion Geitler 1942 \| \| \| \| \| \| Chrysophyceae Pascher 1914 (algues dorées) \| \| \| \| |
|  | |
|  | Leukarachnion Geitler 1942                                                                                |
|  | |
|  | Chrysophyceae Pascher 1914 (algues dorées)                                                                |
|  | |

|  | Leukarachnion Geitler 1942                 |
|  |                                            |
|  | Chrysophyceae Pascher 1914 (algues dorées) |
|  |                                            |

|  | Chrysomerophyceae Cavalier-Smith 1995 |
|  | |
|  | \| \| Phaeothamniophyceae Andersen & Bailey 1998 s.l. \| \| \| \| \| \| Xanthophyceae Allorge 1930 emend. Fritsch 1935 (algues vert jaunâtre) \| \| \| \| |
|  | |
|  | Phaeothamniophyceae Andersen & Bailey 1998 s.l. |
|  | |
|  | Xanthophyceae Allorge 1930 emend. Fritsch 1935 (algues vert jaunâtre)                                                                                     |
|  | |

|  | Phaeothamniophyceae Andersen & Bailey 1998 s.l.                       |
|  |                                                                       |
|  | Xanthophyceae Allorge 1930 emend. Fritsch 1935 (algues vert jaunâtre) |
|  |                                                                       |

|  | Chrysomerophyceae Cavalier-Smith 1995 |
|  | |
|  | \| \| Phaeothamniophyceae Andersen & Bailey 1998 s.l. \| \| \| \| \| \| Xanthophyceae Allorge 1930 emend. Fritsch 1935 (algues vert jaunâtre) \| \| \| \| |
|  | |
|  | Phaeothamniophyceae Andersen & Bailey 1998 s.l. |
|  | |
|  | Xanthophyceae Allorge 1930 emend. Fritsch 1935 (algues vert jaunâtre)                                                                                     |
|  | |

|  | Phaeothamniophyceae Andersen & Bailey 1998 s.l.                       |
|  |                                                                       |
|  | Xanthophyceae Allorge 1930 emend. Fritsch 1935 (algues vert jaunâtre) |
|  |                                                                       |

|  | Chrysomerophyceae Cavalier-Smith 1995 |
|  | |
|  | \| \| Phaeothamniophyceae Andersen & Bailey 1998 s.l. \| \| \| \| \| \| Xanthophyceae Allorge 1930 emend. Fritsch 1935 (algues vert jaunâtre) \| \| \| \| |
|  | |
|  | Phaeothamniophyceae Andersen & Bailey 1998 s.l. |
|  | |
|  | Xanthophyceae Allorge 1930 emend. Fritsch 1935 (algues vert jaunâtre)                                                                                     |
|  | |

|  | Phaeothamniophyceae Andersen & Bailey 1998 s.l.                       |
|  |                                                                       |
|  | Xanthophyceae Allorge 1930 emend. Fritsch 1935 (algues vert jaunâtre) |
|  |                                                                       |

|  | Chrysomerophyceae Cavalier-Smith 1995 |
|  | |
|  | \| \| Phaeothamniophyceae Andersen & Bailey 1998 s.l. \| \| \| \| \| \| Xanthophyceae Allorge 1930 emend. Fritsch 1935 (algues vert jaunâtre) \| \| \| \| |
|  | |
|  | Phaeothamniophyceae Andersen & Bailey 1998 s.l. |
|  | |
|  | Xanthophyceae Allorge 1930 emend. Fritsch 1935 (algues vert jaunâtre)                                                                                     |
|  | |

|  | Phaeothamniophyceae Andersen & Bailey 1998 s.l.                       |
|  |                                                                       |
|  | Xanthophyceae Allorge 1930 emend. Fritsch 1935 (algues vert jaunâtre) |
|  |                                                                       |

|  | Synchromophyceae Horn & Wilhelm 2007                                                                      |
|  | |
|  | \| \| Leukarachnion Geitler 1942 \| \| \| \| \| \| Chrysophyceae Pascher 1914 (algues dorées) \| \| \| \| |
|  | |
|  | Leukarachnion Geitler 1942                                                                                |
|  | |
|  | Chrysophyceae Pascher 1914 (algues dorées)                                                                |
|  | |

|  | Leukarachnion Geitler 1942                 |
|  |                                            |
|  | Chrysophyceae Pascher 1914 (algues dorées) |
|  |                                            |

|  | Synchromophyceae Horn & Wilhelm 2007                                                                      |
|  | |
|  | \| \| Leukarachnion Geitler 1942 \| \| \| \| \| \| Chrysophyceae Pascher 1914 (algues dorées) \| \| \| \| |
|  | |
|  | Leukarachnion Geitler 1942                                                                                |
|  | |
|  | Chrysophyceae Pascher 1914 (algues dorées)                                                                |
|  | |

|  | Leukarachnion Geitler 1942                 |
|  |                                            |
|  | Chrysophyceae Pascher 1914 (algues dorées) |
|  |                                            |

|  | Chrysomerophyceae Cavalier-Smith 1995 |
|  | |
|  | \| \| Phaeothamniophyceae Andersen & Bailey 1998 s.l. \| \| \| \| \| \| Xanthophyceae Allorge 1930 emend. Fritsch 1935 (algues vert jaunâtre) \| \| \| \| |
|  | |
|  | Phaeothamniophyceae Andersen & Bailey 1998 s.l. |
|  | |
|  | Xanthophyceae Allorge 1930 emend. Fritsch 1935 (algues vert jaunâtre)                                                                                     |
|  | |

|  | Phaeothamniophyceae Andersen & Bailey 1998 s.l.                       |
|  |                                                                       |
|  | Xanthophyceae Allorge 1930 emend. Fritsch 1935 (algues vert jaunâtre) |
|  |                                                                       |

|  | Chrysomerophyceae Cavalier-Smith 1995 |
|  | |
|  | \| \| Phaeothamniophyceae Andersen & Bailey 1998 s.l. \| \| \| \| \| \| Xanthophyceae Allorge 1930 emend. Fritsch 1935 (algues vert jaunâtre) \| \| \| \| |
|  | |
|  | Phaeothamniophyceae Andersen & Bailey 1998 s.l. |
|  | |
|  | Xanthophyceae Allorge 1930 emend. Fritsch 1935 (algues vert jaunâtre)                                                                                     |
|  | |

|  | Phaeothamniophyceae Andersen & Bailey 1998 s.l.                       |
|  |                                                                       |
|  | Xanthophyceae Allorge 1930 emend. Fritsch 1935 (algues vert jaunâtre) |
|  |                                                                       |

|  | Chrysomerophyceae Cavalier-Smith 1995 |
|  | |
|  | \| \| Phaeothamniophyceae Andersen & Bailey 1998 s.l. \| \| \| \| \| \| Xanthophyceae Allorge 1930 emend. Fritsch 1935 (algues vert jaunâtre) \| \| \| \| |
|  | |
|  | Phaeothamniophyceae Andersen & Bailey 1998 s.l. |
|  | |
|  | Xanthophyceae Allorge 1930 emend. Fritsch 1935 (algues vert jaunâtre)                                                                                     |
|  | |

|  | Phaeothamniophyceae Andersen & Bailey 1998 s.l.                       |
|  |                                                                       |
|  | Xanthophyceae Allorge 1930 emend. Fritsch 1935 (algues vert jaunâtre) |
|  |                                                                       |

|  | Chrysomerophyceae Cavalier-Smith 1995 |
|  | |
|  | \| \| Phaeothamniophyceae Andersen & Bailey 1998 s.l. \| \| \| \| \| \| Xanthophyceae Allorge 1930 emend. Fritsch 1935 (algues vert jaunâtre) \| \| \| \| |
|  | |
|  | Phaeothamniophyceae Andersen & Bailey 1998 s.l. |
|  | |
|  | Xanthophyceae Allorge 1930 emend. Fritsch 1935 (algues vert jaunâtre)                                                                                     |
|  | |

|  | Phaeothamniophyceae Andersen & Bailey 1998 s.l.                       |
|  |                                                                       |
|  | Xanthophyceae Allorge 1930 emend. Fritsch 1935 (algues vert jaunâtre) |
|  |                                                                       |

|  | Dictyochophyceae Silva 1980             |
|  |                                         |
|  | Pelagophyceae Andersen & Saunders, 1993 |
|  |                                         |

|  | Pinguiophyceae Kawachi et al. 2002       |
|  |                                          |
|  | Eustigmatophyceae Hibberd & Leedale 1971 |
|  |                                          |

|  | Synchromophyceae Horn & Wilhelm 2007                                                                      |
|  | |
|  | \| \| Leukarachnion Geitler 1942 \| \| \| \| \| \| Chrysophyceae Pascher 1914 (algues dorées) \| \| \| \| |
|  | |
|  | Leukarachnion Geitler 1942                                                                                |
|  | |
|  | Chrysophyceae Pascher 1914 (algues dorées)                                                                |
|  | |

|  | Leukarachnion Geitler 1942                 |
|  |                                            |
|  | Chrysophyceae Pascher 1914 (algues dorées) |
|  |                                            |

|  | Synchromophyceae Horn & Wilhelm 2007                                                                      |
|  | |
|  | \| \| Leukarachnion Geitler 1942 \| \| \| \| \| \| Chrysophyceae Pascher 1914 (algues dorées) \| \| \| \| |
|  | |
|  | Leukarachnion Geitler 1942                                                                                |
|  | |
|  | Chrysophyceae Pascher 1914 (algues dorées)                                                                |
|  | |

|  | Leukarachnion Geitler 1942                 |
|  |                                            |
|  | Chrysophyceae Pascher 1914 (algues dorées) |
|  |                                            |

|  | Chrysomerophyceae Cavalier-Smith 1995 |
|  | |
|  | \| \| Phaeothamniophyceae Andersen & Bailey 1998 s.l. \| \| \| \| \| \| Xanthophyceae Allorge 1930 emend. Fritsch 1935 (algues vert jaunâtre) \| \| \| \| |
|  | |
|  | Phaeothamniophyceae Andersen & Bailey 1998 s.l. |
|  | |
|  | Xanthophyceae Allorge 1930 emend. Fritsch 1935 (algues vert jaunâtre)                                                                                     |
|  | |

|  | Phaeothamniophyceae Andersen & Bailey 1998 s.l.                       |
|  |                                                                       |
|  | Xanthophyceae Allorge 1930 emend. Fritsch 1935 (algues vert jaunâtre) |
|  |                                                                       |

|  | Chrysomerophyceae Cavalier-Smith 1995 |
|  | |
|  | \| \| Phaeothamniophyceae Andersen & Bailey 1998 s.l. \| \| \| \| \| \| Xanthophyceae Allorge 1930 emend. Fritsch 1935 (algues vert jaunâtre) \| \| \| \| |
|  | |
|  | Phaeothamniophyceae Andersen & Bailey 1998 s.l. |
|  | |
|  | Xanthophyceae Allorge 1930 emend. Fritsch 1935 (algues vert jaunâtre)                                                                                     |
|  | |

|  | Phaeothamniophyceae Andersen & Bailey 1998 s.l.                       |
|  |                                                                       |
|  | Xanthophyceae Allorge 1930 emend. Fritsch 1935 (algues vert jaunâtre) |
|  |                                                                       |

|  | Chrysomerophyceae Cavalier-Smith 1995 |
|  | |
|  | \| \| Phaeothamniophyceae Andersen & Bailey 1998 s.l. \| \| \| \| \| \| Xanthophyceae Allorge 1930 emend. Fritsch 1935 (algues vert jaunâtre) \| \| \| \| |
|  | |
|  | Phaeothamniophyceae Andersen & Bailey 1998 s.l. |
|  | |
|  | Xanthophyceae Allorge 1930 emend. Fritsch 1935 (algues vert jaunâtre)                                                                                     |
|  | |

|  | Phaeothamniophyceae Andersen & Bailey 1998 s.l.                       |
|  |                                                                       |
|  | Xanthophyceae Allorge 1930 emend. Fritsch 1935 (algues vert jaunâtre) |
|  |                                                                       |

|  | Chrysomerophyceae Cavalier-Smith 1995 |
|  | |
|  | \| \| Phaeothamniophyceae Andersen & Bailey 1998 s.l. \| \| \| \| \| \| Xanthophyceae Allorge 1930 emend. Fritsch 1935 (algues vert jaunâtre) \| \| \| \| |
|  | |
|  | Phaeothamniophyceae Andersen & Bailey 1998 s.l. |
|  | |
|  | Xanthophyceae Allorge 1930 emend. Fritsch 1935 (algues vert jaunâtre)                                                                                     |
|  | |

|  | Phaeothamniophyceae Andersen & Bailey 1998 s.l.                       |
|  |                                                                       |
|  | Xanthophyceae Allorge 1930 emend. Fritsch 1935 (algues vert jaunâtre) |
|  |                                                                       |

|  | Synchromophyceae Horn & Wilhelm 2007                                                                      |
|  | |
|  | \| \| Leukarachnion Geitler 1942 \| \| \| \| \| \| Chrysophyceae Pascher 1914 (algues dorées) \| \| \| \| |
|  | |
|  | Leukarachnion Geitler 1942                                                                                |
|  | |
|  | Chrysophyceae Pascher 1914 (algues dorées)                                                                |
|  | |

|  | Leukarachnion Geitler 1942                 |
|  |                                            |
|  | Chrysophyceae Pascher 1914 (algues dorées) |
|  |                                            |

|  | Synchromophyceae Horn & Wilhelm 2007                                                                      |
|  | |
|  | \| \| Leukarachnion Geitler 1942 \| \| \| \| \| \| Chrysophyceae Pascher 1914 (algues dorées) \| \| \| \| |
|  | |
|  | Leukarachnion Geitler 1942                                                                                |
|  | |
|  | Chrysophyceae Pascher 1914 (algues dorées)                                                                |
|  | |

|  | Leukarachnion Geitler 1942                 |
|  |                                            |
|  | Chrysophyceae Pascher 1914 (algues dorées) |
|  |                                            |

|  | Chrysomerophyceae Cavalier-Smith 1995 |
|  | |
|  | \| \| Phaeothamniophyceae Andersen & Bailey 1998 s.l. \| \| \| \| \| \| Xanthophyceae Allorge 1930 emend. Fritsch 1935 (algues vert jaunâtre) \| \| \| \| |
|  | |
|  | Phaeothamniophyceae Andersen & Bailey 1998 s.l. |
|  | |
|  | Xanthophyceae Allorge 1930 emend. Fritsch 1935 (algues vert jaunâtre)                                                                                     |
|  | |

|  | Phaeothamniophyceae Andersen & Bailey 1998 s.l.                       |
|  |                                                                       |
|  | Xanthophyceae Allorge 1930 emend. Fritsch 1935 (algues vert jaunâtre) |
|  |                                                                       |

|  | Chrysomerophyceae Cavalier-Smith 1995 |
|  | |
|  | \| \| Phaeothamniophyceae Andersen & Bailey 1998 s.l. \| \| \| \| \| \| Xanthophyceae Allorge 1930 emend. Fritsch 1935 (algues vert jaunâtre) \| \| \| \| |
|  | |
|  | Phaeothamniophyceae Andersen & Bailey 1998 s.l. |
|  | |
|  | Xanthophyceae Allorge 1930 emend. Fritsch 1935 (algues vert jaunâtre)                                                                                     |
|  | |

|  | Phaeothamniophyceae Andersen & Bailey 1998 s.l.                       |
|  |                                                                       |
|  | Xanthophyceae Allorge 1930 emend. Fritsch 1935 (algues vert jaunâtre) |
|  |                                                                       |

|  | Chrysomerophyceae Cavalier-Smith 1995 |
|  | |
|  | \| \| Phaeothamniophyceae Andersen & Bailey 1998 s.l. \| \| \| \| \| \| Xanthophyceae Allorge 1930 emend. Fritsch 1935 (algues vert jaunâtre) \| \| \| \| |
|  | |
|  | Phaeothamniophyceae Andersen & Bailey 1998 s.l. |
|  | |
|  | Xanthophyceae Allorge 1930 emend. Fritsch 1935 (algues vert jaunâtre)                                                                                     |
|  | |

|  | Phaeothamniophyceae Andersen & Bailey 1998 s.l.                       |
|  |                                                                       |
|  | Xanthophyceae Allorge 1930 emend. Fritsch 1935 (algues vert jaunâtre) |
|  |                                                                       |

|  | Chrysomerophyceae Cavalier-Smith 1995 |
|  | |
|  | \| \| Phaeothamniophyceae Andersen & Bailey 1998 s.l. \| \| \| \| \| \| Xanthophyceae Allorge 1930 emend. Fritsch 1935 (algues vert jaunâtre) \| \| \| \| |
|  | |
|  | Phaeothamniophyceae Andersen & Bailey 1998 s.l. |
|  | |
|  | Xanthophyceae Allorge 1930 emend. Fritsch 1935 (algues vert jaunâtre)                                                                                     |
|  | |

|  | Phaeothamniophyceae Andersen & Bailey 1998 s.l.                       |
|  |                                                                       |
|  | Xanthophyceae Allorge 1930 emend. Fritsch 1935 (algues vert jaunâtre) |
|  |                                                                       |

|  | Pinguiophyceae Kawachi et al. 2002       |
|  |                                          |
|  | Eustigmatophyceae Hibberd & Leedale 1971 |
|  |                                          |

|  | Synchromophyceae Horn & Wilhelm 2007                                                                      |
|  | |
|  | \| \| Leukarachnion Geitler 1942 \| \| \| \| \| \| Chrysophyceae Pascher 1914 (algues dorées) \| \| \| \| |
|  | |
|  | Leukarachnion Geitler 1942                                                                                |
|  | |
|  | Chrysophyceae Pascher 1914 (algues dorées)                                                                |
|  | |

|  | Leukarachnion Geitler 1942                 |
|  |                                            |
|  | Chrysophyceae Pascher 1914 (algues dorées) |
|  |                                            |

|  | Synchromophyceae Horn & Wilhelm 2007                                                                      |
|  | |
|  | \| \| Leukarachnion Geitler 1942 \| \| \| \| \| \| Chrysophyceae Pascher 1914 (algues dorées) \| \| \| \| |
|  | |
|  | Leukarachnion Geitler 1942                                                                                |
|  | |
|  | Chrysophyceae Pascher 1914 (algues dorées)                                                                |
|  | |

|  | Leukarachnion Geitler 1942                 |
|  |                                            |
|  | Chrysophyceae Pascher 1914 (algues dorées) |
|  |                                            |

|  | Chrysomerophyceae Cavalier-Smith 1995 |
|  | |
|  | \| \| Phaeothamniophyceae Andersen & Bailey 1998 s.l. \| \| \| \| \| \| Xanthophyceae Allorge 1930 emend. Fritsch 1935 (algues vert jaunâtre) \| \| \| \| |
|  | |
|  | Phaeothamniophyceae Andersen & Bailey 1998 s.l. |
|  | |
|  | Xanthophyceae Allorge 1930 emend. Fritsch 1935 (algues vert jaunâtre)                                                                                     |
|  | |

|  | Phaeothamniophyceae Andersen & Bailey 1998 s.l.                       |
|  |                                                                       |
|  | Xanthophyceae Allorge 1930 emend. Fritsch 1935 (algues vert jaunâtre) |
|  |                                                                       |

|  | Chrysomerophyceae Cavalier-Smith 1995 |
|  | |
|  | \| \| Phaeothamniophyceae Andersen & Bailey 1998 s.l. \| \| \| \| \| \| Xanthophyceae Allorge 1930 emend. Fritsch 1935 (algues vert jaunâtre) \| \| \| \| |
|  | |
|  | Phaeothamniophyceae Andersen & Bailey 1998 s.l. |
|  | |
|  | Xanthophyceae Allorge 1930 emend. Fritsch 1935 (algues vert jaunâtre)                                                                                     |
|  | |

|  | Phaeothamniophyceae Andersen & Bailey 1998 s.l.                       |
|  |                                                                       |
|  | Xanthophyceae Allorge 1930 emend. Fritsch 1935 (algues vert jaunâtre) |
|  |                                                                       |

|  | Chrysomerophyceae Cavalier-Smith 1995 |
|  | |
|  | \| \| Phaeothamniophyceae Andersen & Bailey 1998 s.l. \| \| \| \| \| \| Xanthophyceae Allorge 1930 emend. Fritsch 1935 (algues vert jaunâtre) \| \| \| \| |
|  | |
|  | Phaeothamniophyceae Andersen & Bailey 1998 s.l. |
|  | |
|  | Xanthophyceae Allorge 1930 emend. Fritsch 1935 (algues vert jaunâtre)                                                                                     |
|  | |

|  | Phaeothamniophyceae Andersen & Bailey 1998 s.l.                       |
|  |                                                                       |
|  | Xanthophyceae Allorge 1930 emend. Fritsch 1935 (algues vert jaunâtre) |
|  |                                                                       |

|  | Chrysomerophyceae Cavalier-Smith 1995 |
|  | |
|  | \| \| Phaeothamniophyceae Andersen & Bailey 1998 s.l. \| \| \| \| \| \| Xanthophyceae Allorge 1930 emend. Fritsch 1935 (algues vert jaunâtre) \| \| \| \| |
|  | |
|  | Phaeothamniophyceae Andersen & Bailey 1998 s.l. |
|  | |
|  | Xanthophyceae Allorge 1930 emend. Fritsch 1935 (algues vert jaunâtre)                                                                                     |
|  | |

|  | Phaeothamniophyceae Andersen & Bailey 1998 s.l.                       |
|  |                                                                       |
|  | Xanthophyceae Allorge 1930 emend. Fritsch 1935 (algues vert jaunâtre) |
|  |                                                                       |

|  | Synchromophyceae Horn & Wilhelm 2007                                                                      |
|  | |
|  | \| \| Leukarachnion Geitler 1942 \| \| \| \| \| \| Chrysophyceae Pascher 1914 (algues dorées) \| \| \| \| |
|  | |
|  | Leukarachnion Geitler 1942                                                                                |
|  | |
|  | Chrysophyceae Pascher 1914 (algues dorées)                                                                |
|  | |

|  | Leukarachnion Geitler 1942                 |
|  |                                            |
|  | Chrysophyceae Pascher 1914 (algues dorées) |
|  |                                            |

|  | Synchromophyceae Horn & Wilhelm 2007                                                                      |
|  | |
|  | \| \| Leukarachnion Geitler 1942 \| \| \| \| \| \| Chrysophyceae Pascher 1914 (algues dorées) \| \| \| \| |
|  | |
|  | Leukarachnion Geitler 1942                                                                                |
|  | |
|  | Chrysophyceae Pascher 1914 (algues dorées)                                                                |
|  | |

|  | Leukarachnion Geitler 1942                 |
|  |                                            |
|  | Chrysophyceae Pascher 1914 (algues dorées) |
|  |                                            |

|  | Chrysomerophyceae Cavalier-Smith 1995 |
|  | |
|  | \| \| Phaeothamniophyceae Andersen & Bailey 1998 s.l. \| \| \| \| \| \| Xanthophyceae Allorge 1930 emend. Fritsch 1935 (algues vert jaunâtre) \| \| \| \| |
|  | |
|  | Phaeothamniophyceae Andersen & Bailey 1998 s.l. |
|  | |
|  | Xanthophyceae Allorge 1930 emend. Fritsch 1935 (algues vert jaunâtre)                                                                                     |
|  | |

|  | Phaeothamniophyceae Andersen & Bailey 1998 s.l.                       |
|  |                                                                       |
|  | Xanthophyceae Allorge 1930 emend. Fritsch 1935 (algues vert jaunâtre) |
|  |                                                                       |

|  | Chrysomerophyceae Cavalier-Smith 1995 |
|  | |
|  | \| \| Phaeothamniophyceae Andersen & Bailey 1998 s.l. \| \| \| \| \| \| Xanthophyceae Allorge 1930 emend. Fritsch 1935 (algues vert jaunâtre) \| \| \| \| |
|  | |
|  | Phaeothamniophyceae Andersen & Bailey 1998 s.l. |
|  | |
|  | Xanthophyceae Allorge 1930 emend. Fritsch 1935 (algues vert jaunâtre)                                                                                     |
|  | |

|  | Phaeothamniophyceae Andersen & Bailey 1998 s.l.                       |
|  |                                                                       |
|  | Xanthophyceae Allorge 1930 emend. Fritsch 1935 (algues vert jaunâtre) |
|  |                                                                       |

|  | Chrysomerophyceae Cavalier-Smith 1995 |
|  | |
|  | \| \| Phaeothamniophyceae Andersen & Bailey 1998 s.l. \| \| \| \| \| \| Xanthophyceae Allorge 1930 emend. Fritsch 1935 (algues vert jaunâtre) \| \| \| \| |
|  | |
|  | Phaeothamniophyceae Andersen & Bailey 1998 s.l. |
|  | |
|  | Xanthophyceae Allorge 1930 emend. Fritsch 1935 (algues vert jaunâtre)                                                                                     |
|  | |

|  | Phaeothamniophyceae Andersen & Bailey 1998 s.l.                       |
|  |                                                                       |
|  | Xanthophyceae Allorge 1930 emend. Fritsch 1935 (algues vert jaunâtre) |
|  |                                                                       |

|  | Chrysomerophyceae Cavalier-Smith 1995 |
|  | |
|  | \| \| Phaeothamniophyceae Andersen & Bailey 1998 s.l. \| \| \| \| \| \| Xanthophyceae Allorge 1930 emend. Fritsch 1935 (algues vert jaunâtre) \| \| \| \| |
|  | |
|  | Phaeothamniophyceae Andersen & Bailey 1998 s.l. |
|  | |
|  | Xanthophyceae Allorge 1930 emend. Fritsch 1935 (algues vert jaunâtre)                                                                                     |
|  | |

|  | Phaeothamniophyceae Andersen & Bailey 1998 s.l.                       |
|  |                                                                       |
|  | Xanthophyceae Allorge 1930 emend. Fritsch 1935 (algues vert jaunâtre) |
|  |                                                                       |

### Ochrophyta
- (en) AlgaeBase : embranchement Ochrophyta (+classification) (consulté le 12 août 2017)
- (en) Catalogue of Life : Ochrophyta (consulté le 11 décembre 2020)
- (fr + en) ITIS : Ochrophyta (consulté le 12 août 2017)
- (en) WoRMS : Ochrophyta Cavalier-Smith, 1995 (+ liste classes + liste ordres) (consulté le 12 août 2017)

### Heterokontophyta
- (en) BioLib : Heterokontophyta (Syn. de Ochrophyta) (consulté le 12 août 2017)
- (en) Paleobiology Database : Heterokontophyta (consulté le 12 août 2017)
- (en) WoRMS : Heterokontophyta Moestrup (Nom accepté: Ochrophyta) [non valide] (+ liste classes + liste ordres) (consulté le 12 août 2017)